# The Lakes (Minnesota)
 (juillet 2025).
The Lakes est une census-designated place située dans le comté de Murray, dans l’État du Minnesota, aux États-Unis. Lors du recensement de 2020, elle comptait 590 habitants.